# Cultuur & Kunst Eindhoven

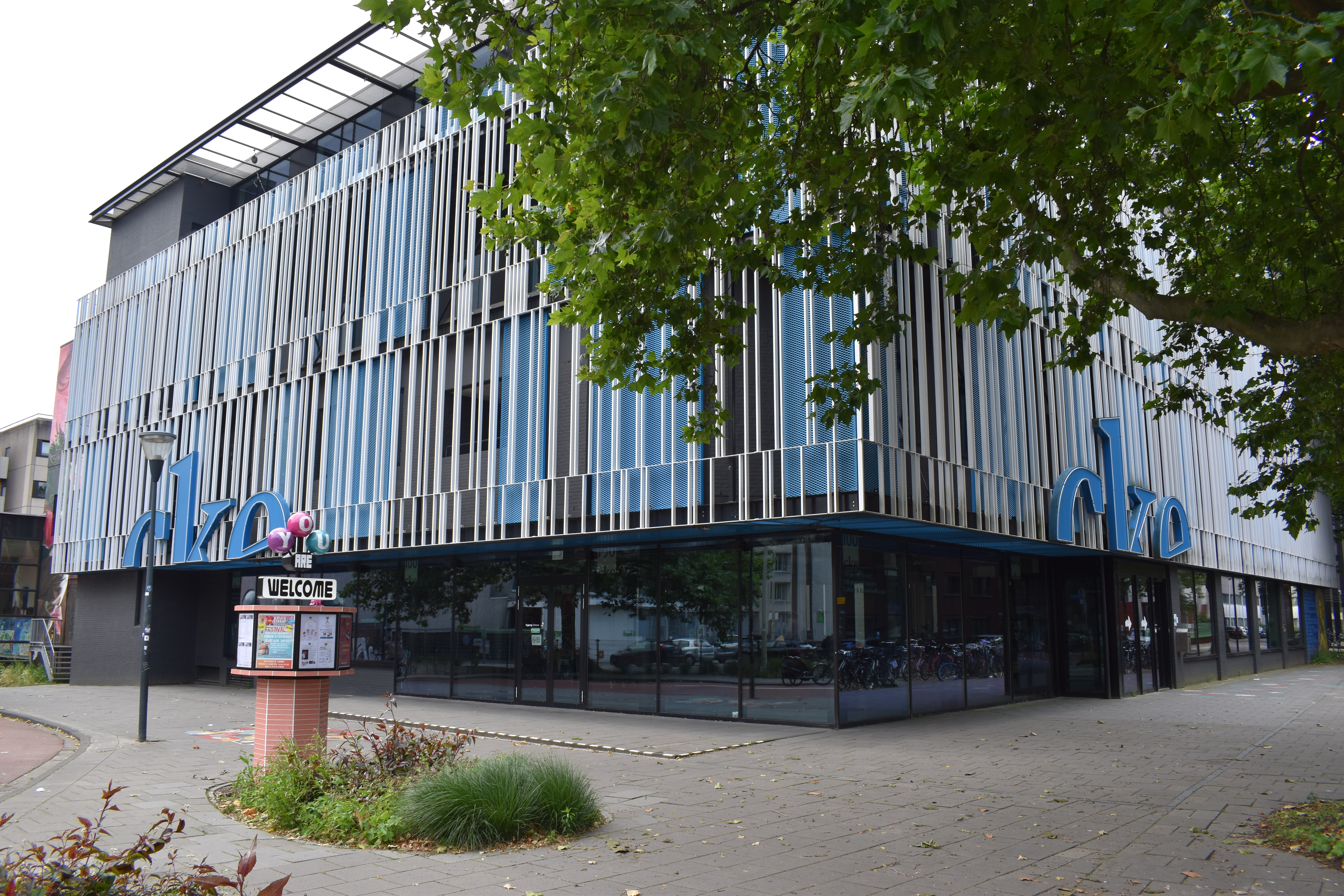
Het gebouw van CKE aan de Pastoor Petersstraat

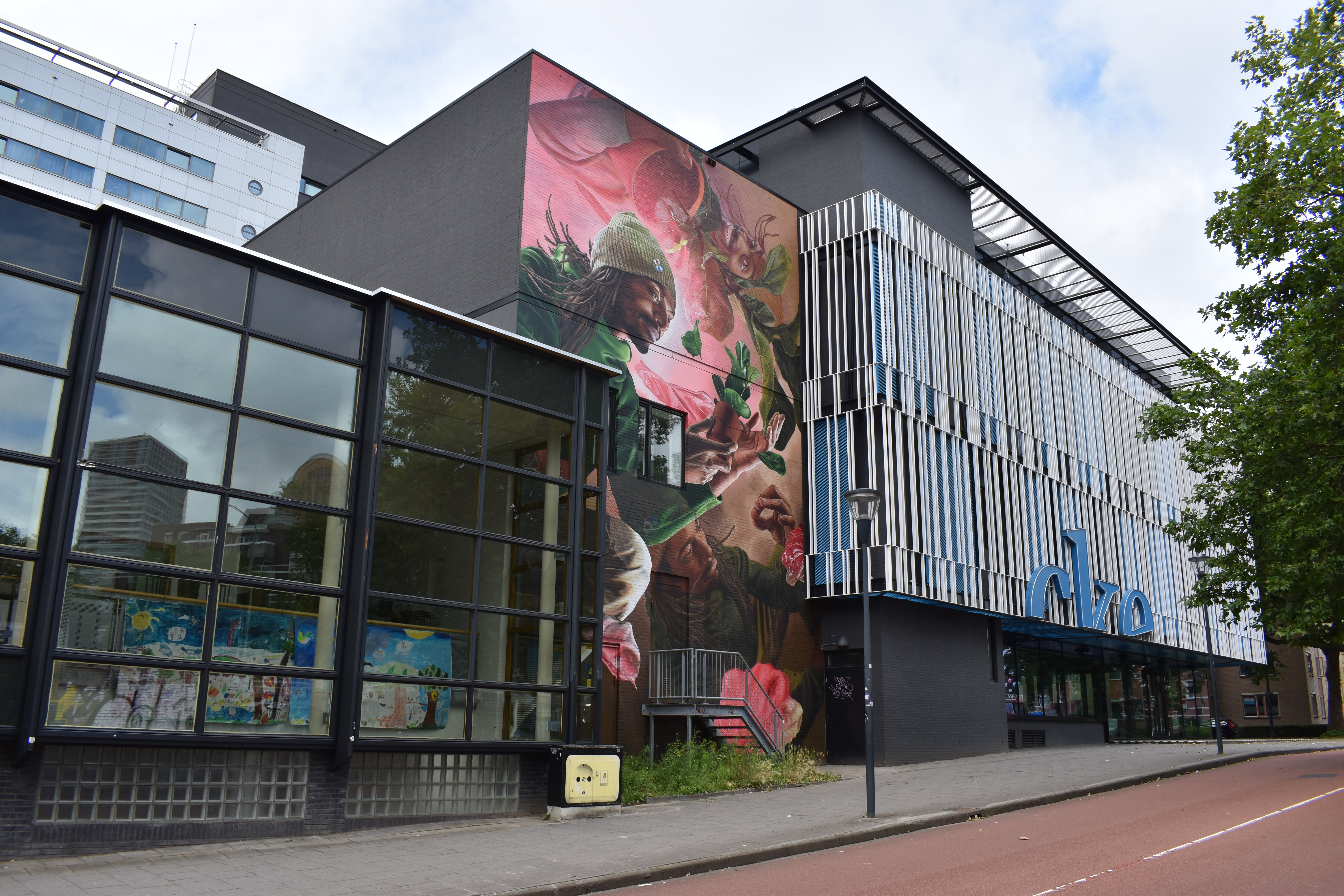
Het gebouw vanuit een andere hoek

Cultuur & Kunst Eindhoven (afgekort: CKE), voorheen bekend als het Centrum voor de Kunsten Eindhoven, is een educatieve instelling in Eindhoven die zich richt op amateurkunst en kunsteducatie. Mensen van alle leeftijden kunnen kennismaken met diverse kunstvormen, denk aan muziek, dans, design, beeldende kunst, fotografie, theater, musical en schrijven.
CKE werkt samen met scholen, culturele organisaties, zelfstandige vakdocenten, kunstenaars en maatschappelijke partners zoals buurtcentra, zorginstellingen en woningcorporaties. Samen zorgen ze ervoor dat kunst- en cultuureducatie voor iedereen toegankelijk is.

## Geschiedenis
In 1920 werd de Stichting Eindhovense Muziekschool opgericht door Louis Vrijdag en Karl Hamm. De stichting fuseerde in 1989 met de Stichting Ballet en Beweging, wat leidde tot de oprichting van de Stichting Centrum voor Muziek en Dans. Een jaar later, in 1990, vond er opnieuw een fusie plaats. De Stichting Centrum voor Muziek en Dans en de Stichting Kunstzinnige Vorming Eindhoven (SKVE) werden toen samengevoegd tot de Stichting Centrum voor de Kunsten Eindhoven (CKE). In 1987 was het pand van het Sportfondsenbad aan de Stratumsedijk, gebouwd in 1935, verbouwd voor de SKVE, waar later het CKE zich huisveste.
In 2016 werd het CKE aan de Pastoor Petersstraat, waar vooral muziek- en danslessen plaatsvonden, omgevormd tot een multifunctioneel gebouw. De gemeente Eindhoven wilde het gebouw optimaliseren en de twee bestaande locaties samenvoegen tot één centraal cultureel centrum voor de stad. Het plan was dat alle lessen en activiteiten zouden gaan verhuizen naar dit zogenoemde Huis voor amateurkunst en cultuureducatie. Er werd onder andere een volledig nieuwe verdieping met klaslokalen voor beeldende kunst en multifunctionele zalen voor dans en theater toegevoegd. Studio Groen+Schild uit Deventer ontwierp het gemetamorfoseerde centrum aan de Pastoor Petersstraat en Hazenberg was verantwoordelijk voor de uitbreiding en renovatie van de huisvesting.
Nadat het CKE volledig naar de Pastoor Peterstraat was verhuisd, werd in 2018 begonnen met de sloop van het voormalige pand aan de Stratumsedijk.
In 2024 werd het 100-jarig jubileum van het CKE gevierd. Eigenlijk had het in 2020 gevierd moeten worden, maar door de coronacrisis ging dat niet door.